# Pont-rivière du ruisseau Saint-Bernard
Le pont-rivière du ruisseau Saint-Bernard, aussi appelé pont-canal du ruisseau Saint-Bernard, est un pont-rivière de France situé en Savoie, dans la vallée de la Maurienne, à Saint-Martin-de-la-Porte. Il permet au ruisseau Saint-Bernard de franchir en deux tabliers l'autoroute A43 et la route départementale 1006 juste avant sa confluence avec l'Arc.